# 源義朝
源 義朝（みなもと の よしとも）は、平安時代後期から末期にかけての武将。河内源氏六代目棟梁。
東国へ下向、在地豪族（多くは坂東平氏）を組織して勢力を伸ばし、再び都へ戻って下野守に任じられる。東国武士団を率いて保元の乱で戦功を挙げ、左馬頭に任じられて名を挙げるが、3年後の平治の乱で藤原信頼方に与して敗北し、都を落ち延びる道中尾張国で家人に裏切られ謀殺された。源頼朝・範頼・義経らの父。

## 生涯

### 上総御曹司
保安4年（1123年）、源為義の長男として生まれる。母は白河院の近臣である淡路守・藤原忠清の娘。乳母は摩々局。
かつて都の武者として名を馳せた河内源氏は曾祖父八幡太郎義家の死後、その弟新羅三郎義光を発端とする一族内紛によって都での地位を凋落させていた。この頃、父の為義も自身の問題行為によって白河院の信頼を失い、官位は低迷して逼迫している状況にあった。
義朝は少年期に都から東国（関東地方）へ下向し、父・為義が伝領していた安房国朝夷郡丸御厨へ移住した。その後は上総国に移って当地の有力豪族であった上総氏の後見を受け、「上総御曹司」と呼ばれた。丸氏・安西氏や坂東平氏の一部（三浦氏・上総氏・千葉氏など）からも連携して庇護された。
義朝の東国下向については、従来義朝は為義の嫡子とみなされていたが、近年では為義から廃嫡された結果とする説もある。川合康の見解によれば、保延5年（1139年）の体仁親王（後の近衛天皇）の立太子で次弟の義賢が東宮帯刀に任じられていた時点では、義朝は未だ無位無官であり、この段階で既に義朝は既に為義の嫡男から外されていたとする。最近では官位の問題等で義朝が為義の嫡子であったのか疑わしいとの見解も示されている。
東国で成長した義朝は、南関東に勢力を伸ばし、東国の主要武士団を統率して河内源氏の主要基盤となるに至った。三浦義明・大庭景義ら在地の大豪族を傘下に収めた。相馬御厨・大庭御厨などの支配権をめぐって在地豪族間の争いにも介入した。それまでの居館があった鎌倉郡沼浜（現在の神奈川県逗子市沼間）から高祖父の頼義以来ゆかりのある鎌倉の亀ヶ谷に館（亀谷殿）を移した。
長男・義平の生母は三浦氏ともされ、相模の大豪族である波多野義通の妹との間には次男・朝長を設けるなど、在地豪族と婚姻関係を結んだ。また、六男・範頼の生母は遠江国池田宿（現在の静岡県磐田市）の遊女とされ、義平の生母を同国橋本宿の遊女とする『尊卑分脈』の説、『平治物語』に登場する摂津国江口宿（現在の大阪府大阪市東淀川区）の遊女の娘とみられる「江口腹娘」など、遊女との間に子を設けたとする記述が多いが、これらの宿場はいずれも交通の要衝であり、「遊女」と称しても実際には単なる芸能民ではなく地元の有力者の子女であったとする説がある。
義朝の勢力伸張は、下野国足利郡足利に本拠を置く大叔父である義国の勢力と武蔵国などで競合することとなり対立を生んだが、その後、同盟を締び盟友となることで解消され、義国の嫡男・義康と相婿となるなど連携を強めた。通説では、義朝の勢力拡大は為義の嫡男として東国武士の組織化のために行われてきたと説明されてきたが、廃嫡を下向の原因に求める説ではむしろ父為義との対立・対抗上行われたものと解釈されている。
義朝は20代前半で南関東の武士団を統率する地位を確立し、その活躍が都にも知られるようになったことで、中央進出への足掛かりを掴んだ。

### 京での躍進
長男の義平に東国を任せて都へ戻った義朝は、久安3年（1147年）に正室の由良御前（熱田大宮司藤原季範の娘）との間に嫡男（三男）の頼朝を設けた。院近臣である妻の実家の後ろ楯を得て、鳥羽院や藤原忠通にも接近し、仁平3年（1153年）、31歳で従五位下・下野守に任じられ、翌年には右馬助を兼ねた。河内源氏の受領就任は祖父義親以来50年ぶりであり、義朝は検非違使に過ぎなかった父・為義の立場を超越することになった。この急激な抜擢は、寺社勢力の鎮圧や院領支配のため、東国武士団を率いる義朝の武力を必要とする鳥羽院との結びつきによるものと見られ、それは摂関家を後ろ盾とする為義らとの対立を意味していた。
久寿2年（1155年）、為義の意向を受けて東国に下向し、勢力を伸ばしていた次弟の義賢を義平に討たせ（大蔵合戦）、対抗勢力を排除して坂東における地位を固めた。この後、義賢の復仇のため信濃国に下ってきた四弟の頼賢と合戦になりかけるなど、為義との関係は修復不可能な事態となった。大蔵合戦は都では問題にされておらず、その背景には武蔵守であった藤原信頼の黙認があり、摂関家に属する為義派への抑圧があったとも見られている。
坂東で勢力を延ばす際、義朝は当初は父が仕えていた摂関家寄りの姿勢を見せていたが、義朝の基盤である相模国等が鳥羽院の知行国になるなど、東国において勢力を伸ばすには義朝が鳥羽法皇に接近する必要があり、それが摂関家に仕える父とは距離を置くという結果に繋がったとの説もある。そのため、義朝の東国での動きを牽制するために遣わされたのが次弟の義賢であるといわれる。やがて義賢も為義の嫡男の座を追われ、代わってその弟の頼賢が嫡男の座についていたとの見解もある。

### 保元の乱
保元元年（1156年）7月の保元の乱では崇徳院方についた父・為義、弟の頼賢・為朝らと袂を分かち、後白河天皇方として東国武士団を率いて参陣した。平清盛と共に作戦の場に召された義朝は先制攻撃・夜襲を主張し、頭をかきむしりながら信西と共に躊躇する関白・藤原忠通に対して決断を迫った。攻撃の命が下ると、義朝は「（坂東での）私合戦では朝家の咎めを恐れ、思うようにならなかったが、今度の戦は追討の宣旨を受け、心置きなく戦うことができる」と官軍として戦えることに喜び勇んで出陣し、戦況を逐一報告するなど帝方の中核となって戦った。
乱は後白河天皇方が勝利し、敗者となった為義は義朝の元に出頭した。7月30日、義朝は船岡山村の辺りで為義と弟らを処刑した。父を殺した義朝は「ヲヤノクビ切ツ」と世の誹りを受けたという。『保元物語』では、義朝が自身の戦功に替えて父の助命を訴えたが、信西によって却下され、父や幼い弟達を斬ることになったとしている。
乱後、恩賞として右馬権頭に任じられることになったが、不足を申し立てたため左馬頭への任官となった。

#### 恩賞に対する義朝の不満についての議論
ただしこの任官でも、清盛と平家一門への待遇と比べて相当見劣りしていたことから大いに不満を持ったとも言われていた。しかし清盛は少年の頃より親王にも等しい待遇を受け、11歳で元服と同時に叙爵されて従五位下、17歳にして既に従四位下にまで官位を上げ、保元の乱の10年前に正四位下となり公卿の地位の一歩手前にまで達しており、対して保元の乱の直前に叙爵されて従五位下・下野守となりようやく受領級となった義朝の地位にはもともと大きな開きがあり、恩賞の差に不満を抱いたという説はあまり妥当とはいえない。
左馬頭への任官はその位階以上に武門にとってはそれこそ武家の棟梁にも比されるほどの重要な役職であるから、それへの任官は妥当、むしろ破格な恩賞であるという意見も近年では提示されている。また、為義の処刑はあくまでも彼らを謀反人と断じた朝廷の裁決であり、清盛もまた敵側についた同族を朝命により処刑しており、このことへの義朝の不満が平治の乱につながったという見方にも疑問が呈されている。
その一方で、平将門の乱における藤原秀郷や前九年の役における高祖父頼義などの例から、謀反の鎮圧に対する武家への恩賞は現在の本人の官位にかかわらず「越階」「希望する国の受領への任命」「子弟・郎党に対する官位の授与」とするのが先例として成立しており、義朝もその先例に倣って四位への越階や豊かな国の受領への任命、長男の義平らに対する任官は期待していた筈で、それらを何も得られなかった以上、むしろ冷遇された恩賞であったとする反論も出されている。

### 平治の乱

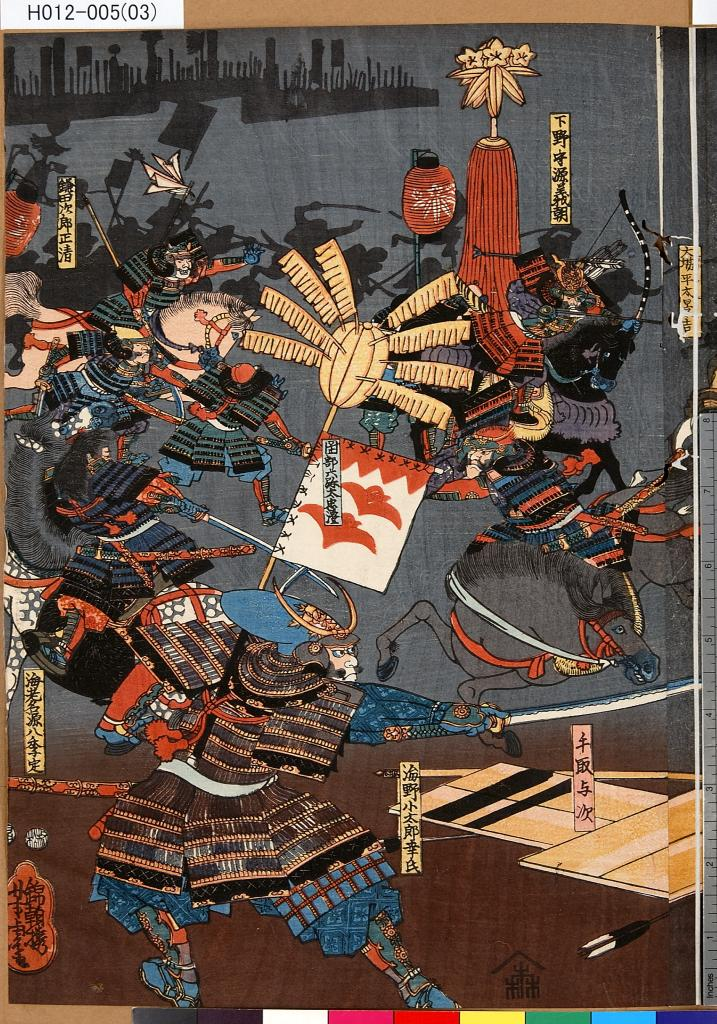
源義朝（右上の弓を射っている人物、歌川芳虎画『元平治合戦源義朝白河殿夜討之図』東京都立図書館蔵）

平治元年12月9日（1160年1月19日）、義朝は、源光保・季実・重成らと共に藤原信頼と組んで後白河院の信任厚い信西らがいると目された三条殿を襲撃した。
平治の乱の原因として旧来の説では先に触れたような『平治物語』の記述を元に、保元の乱後の清盛との恩賞の格差に義朝が不満を抱いたという源氏と平家の因縁説、縁談不成立などによる信西への冷遇怨恨説、その結果、同じく信西を憎んでいた信頼と組んだなどと義朝の動機を中心に説明されることが多かった。また信頼も「文にもあらず、武にもあらず、能もなく、また芸もなし。ただ朝恩にのみほこりて」と『平治物語』で酷評されており、『愚管抄』でも同様である。しかし、そのような通俗的理解は竹内理三や元木泰雄の研究により見直されている。
また、信頼に従った武士達も義朝のみではなく、独立して各権門に仕えるそれぞれの武家が自分の意志で信頼に与したのであって、義朝の指示で信頼方についたわけではない。
平治の乱の原因は実際には後白河院政派と二条天皇親政派の対立、そしてその両派共に反信西グループがいたこと、それらを後白河院がまとめきれなかったことにあるとされる。
義朝と信頼の関係も信西憎しの一点で結びついたという通説は理解しやすいものの、義朝が信頼に従ったのは信頼は義朝が南関東で勢力を拡大していた時の武蔵守で、その後も知行国主であり、義朝の武蔵国への勢力拡大も突然の従五位下・下野守への除目も信頼らの支援があってのことと思われる。信頼はそうした武蔵国を中心とした地盤から、保元の乱により摂関家家政機構の武力が解体した後においてはそれに代わって関東の武士達を京の公家社会に供給できる立場にあった。
三条殿を襲撃し逃れた信西を倒して以降、信頼が政局の中心に立った。信西追討の恩賞として義朝は播磨守に任官し、嫡男の頼朝は右兵衛佐に任じられた。しかし信西を倒したことによって元々信西憎しの一点だけで結びついていた後白河院政派と二条天皇親政派は結束する理由もなくなり空中分解を始める。そして今度は信頼と二条天皇親政派との反目が発生した。離洛していた清盛は信頼に臣従するそぶりを見せて都に戻るがその後、二条天皇親政派らの策謀によって二条天皇が清盛の六波羅邸に脱出し形勢不利を察した後白河院も仁和寺に脱出した。この段階で義朝は全ての梯子を外された形となった。
当初信頼らに同心していた源光保は元々二条天皇親政派であったため信頼方から離反、源頼政も信頼陣営から距離を置き廷臣たちも続々と六波羅に出向いたため清盛は官軍の地位を獲得した。こうして一転賊軍となった信頼・義朝らは討伐の対象となり、ついに12月27日（2月6日）に京中で戦闘が開始される。平家らに兵数で大幅に劣っていた義朝軍は壊滅した。

### 敗走・最期

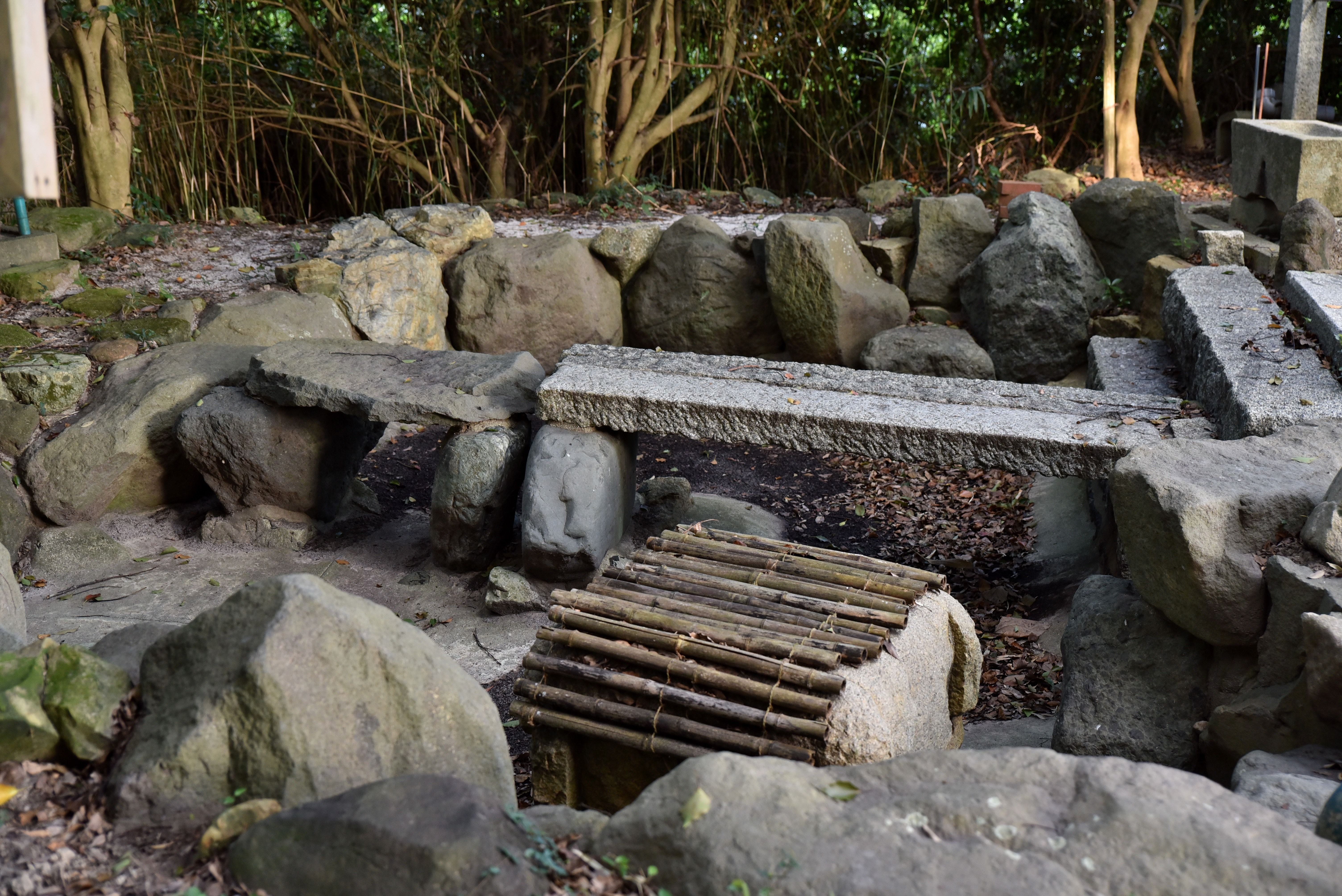
襲撃された湯殿跡（愛知県美浜町法山寺）

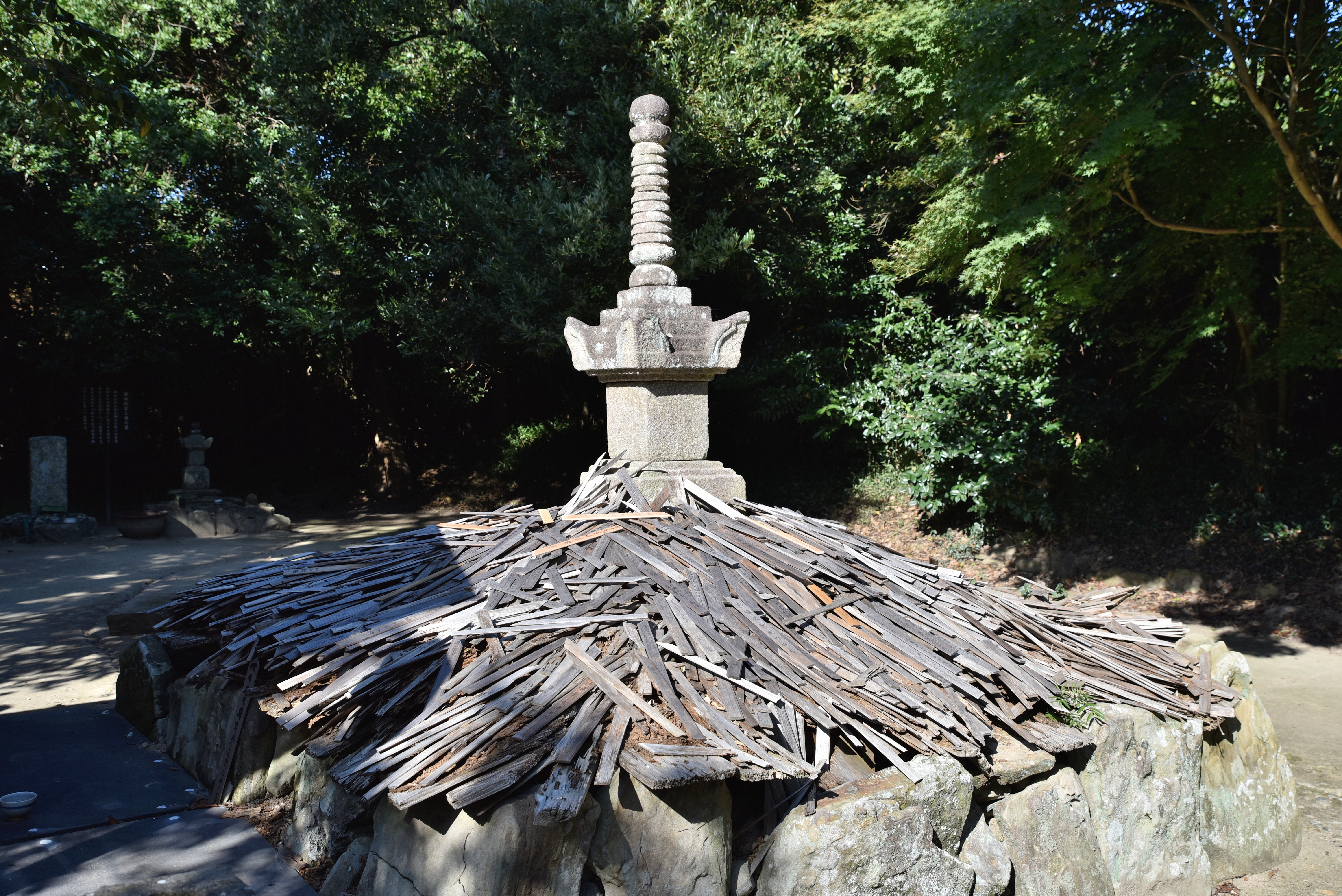
野間大坊の境内にある義朝の墓

その後、信頼を見捨てた義朝は子の義平・朝長・頼朝、大叔父の義隆（陸奥六郎）・平賀義信・源重成（佐渡重成）、家臣で乳兄弟の鎌田政清・斎藤実盛・渋谷金王丸らを伴い東国で勢力挽回を図るべく東海道を下るが、その途上で度重なる落武者への追討隊との戦闘で、朝長・義隆・重成は深手を負い命を落とした。また一行からはぐれた頼朝も捕らえられ、義平は別行動で北陸または東山道を目指して一旦離脱するが再び京に戻って潜伏し、生存していた義朝の郎党・志内景澄と共に清盛暗殺を試みるが失敗した。
馬も失った義朝は裸足で尾張国知多郡野間（現在の愛知県知多郡美浜町）にたどり着き、政清の舅で年来の家人であった長田忠致とその子・景致のもとに身を寄せた。しかし恩賞目当ての長田父子に裏切られ、入浴中に襲撃を受けて殺害された。享年38。政清も酒を呑まされ殺害された。京を脱出して3日後の事であった。『愚管抄』によれば長田父子の陰謀を察知した義朝が政清に自らの首を打つよう命じ、斬首された後に政清は自害したとされる。年が明けた正月9日、両者の首は獄門にかけられた。
伝承によれば、義朝は入浴中に襲撃を受けた際、最期に「我れに木太刀の一本なりともあれば」と無念を叫んだとされる。義朝の墓はその終焉の地である野間大坊の境内に存在し、上記の伝承にちなんで多数の木刀が供えられている。また、境内には義朝の首を洗ったとされる池がある。
平賀義信と斎藤実盛は無事に落ち延びることに成功した。義信は後に頼朝の挙兵に従って鎌倉幕府の有力御家人として生涯を全うし、一方実盛は平家方について源氏方と戦うことになる。
父や弟たちを滅ぼし、河内源氏内での優位を確立してからわずか3年で死を迎えたが、義朝が東国に築いた地盤と嫡男の頼朝に与えた高い身分は、後の頼朝による挙兵の成功、ひいては鎌倉幕府成立への礎となった。
また、娘である坊門姫の女系子孫に鎌倉幕府の摂家将軍と宮将軍（宗尊親王は除く）、持明院統最初の天皇である後深草天皇がいる。

## 年譜・官歴
日付は旧暦。年齢は数え年
- 保安4年（1123年） - 誕生
- 年代不明 - 東国へ下向
- 永治元年（1141年・19歳） - 長男・義平誕生
- 康治2年（1143年・21歳） - 相馬御厨に介入
- 天養元年（1144年・22歳） - 大庭御厨濫行
- 久安3年（1147年・25歳） - 三男（嫡男）・頼朝誕生
- 仁平3年（1153年・31歳）3月2日：下野守[15]、従五位下の叙位もか。
- 久寿2年（1155年・33歳）
  - 2月25日 - 兼右馬助[15]
  - 8月16日 - 大蔵合戦。
- 保元元年（1156年・34歳）
  - 7月 - 保元の乱。
  - 7月11日 - 兼左馬頭[14]
  - 12月29日 - 下野守重任[15] 。
- 保元2年（1157年・35歳）
  - 1月24日 - 従五位上に昇叙[15]。下野守・左馬頭如元。
  - 10月22日 - 正五位下に昇叙[15]。下野守・左馬頭如元。
- 平治元年（1159年・37歳）
  - 12月9日 - 平治の乱
  - 12月10日 - 四位（従四位下か？）に昇叙し、播磨守に転任。また、『平治物語』には「前左馬頭」といった前官の記載あり。尤も、以後の記事では左馬頭とあり。
  - 12月27日 - 解官[10]。
- 平治2年（1160年）1月3日 - 尾張国で謀殺される。享年38。

## 系譜
| \| \| \| \| \| \| \| \| \| \| \| \| \| \| \| \| \| \| \| \| 16. 源義家 \| \| \| \| \| \| \| \| \| \| \| \| \| \| \| \| \| \| \| \| \| \| \| \| \| \| \| \| \| \| \| \| \| \| \| \| \| \| \| \| \| \| \| \| \| \| \| \| \| \| \| \| \| \| 8. 源義親 \| \| \| \| \| \| \| \| \| \| \| \| \| \| \| \| \| \| \| \| \| \| \| \| \| \| \| \| \| \| \| \| \| \| \| \| \| \| \| \| \| \| \| \| \| \| \| \| \| \| \| \| \| \| 17. 源隆長の娘 \| \| \| \| \| \| \| \| \| \| \| \| \| \| \| \| \| \| \| \| \| \| \| \| \| \| \| \| \| \| \| \| \| \| \| \| \| \| \| \| \| \| \| \| \| \| \| \| \| \| \| \| \| \| 4. 源為義 \| \| \| \| \| \| \| \| \| \| \| \| \| \| \| \| \| \| \| \| \| \| \| \| \| \| \| \| \| \| \| \| \| \| \| \| \| \| \| \| \| \| \| \| \| \| \| \| \| \| \| \| \| \| 2. 源義朝 \| \| \| \| \| \| \| \| \| \| \| \| \| \| \| \| \| \| \| \| \| \| \| \| \| \| \| \| \| \| \| \| \| \| \| \| \| \| \| \| \| \| \| \| \| \| \| \| \| \| \| \| \| \| 10. 藤原忠清 \| \| \| \| \| \| \| \| \| \| \| \| \| \| \| \| \| \| \| \| \| \| \| \| \| \| \| \| \| \| \| \| \| \| \| \| \| \| \| \| \| \| \| \| \| \| \| \| \| \| \| \| \| \| 5. 藤原忠清の娘 \| \| \| \| \| \| \| \| \| \| \| \| \| \| \| \| \| \| \| \| \| \| \| \| \| \| \| \| \| \| \| \| \| \| \| \| \| \| \| \| \| \| \| \| \| \| \| \| \| \| \| \| \| \| 1. 鎌倉幕府初代将軍 源頼朝 \| \| \| \| \| \| \| \| \| \| \| \| \| \| \| \| \| \| \| \| \| \| \| \| \| \| \| \| \| \| \| \| \| \| \| \| \| \| \| \| \| \| \| \| \| \| \| \| \| \| \| \| \| \| 24. 藤原実範 \| \| \| \| \| \| \| \| \| \| \| \| \| \| \| \| \| \| \| \| \| \| \| \| \| \| \| \| \| \| \| \| \| \| \| \| \| \| \| \| \| \| \| \| \| \| \| \| \| \| \| \| \| \| 12. 藤原季兼 \| \| \| \| \| \| \| \| \| \| \| \| \| \| \| \| \| \| \| \| \| \| \| \| \| \| \| \| \| \| \| \| \| \| \| \| \| \| \| \| \| \| \| \| \| \| \| \| \| \| \| \| \| \| 25. 小野資通の娘 \| \| \| \| \| \| \| \| \| \| \| \| \| \| \| \| \| \| \| \| \| \| \| \| \| \| \| \| \| \| \| \| \| \| \| \| \| \| \| \| \| \| \| \| \| \| \| \| \| \| \| \| \| \| 6. 藤原季範 \| \| \| \| \| \| \| \| \| \| \| \| \| \| \| \| \| \| \| \| \| \| \| \| \| \| \| \| \| \| \| \| \| \| \| \| \| \| \| \| \| \| \| \| \| \| \| \| \| \| \| \| \| \| 26. 尾張員職 \| \| \| \| \| \| \| \| \| \| \| \| \| \| \| \| \| \| \| \| \| \| \| \| \| \| \| \| \| \| \| \| \| \| \| \| \| \| \| \| \| \| \| \| \| \| \| \| \| \| \| \| \| \| 13. 尾張職子 \| \| \| \| \| \| \| \| \| \| \| \| \| \| \| \| \| \| \| \| \| \| \| \| \| \| \| \| \| \| \| \| \| \| \| \| \| \| \| \| \| \| \| \| \| \| \| \| \| \| \| \| \| \| 3. 由良御前 \| \| \| \| \| \| \| \| \| \| \| \| \| \| \| \| \| \| \| \| \| \| \| \| \| \| \| \| \| \| \| \| \| \| \| \| \| \| \| \| \| \| \| \| \| \| \| \| \| \| \| \| |                            |  |  |  |  |  |  |  |  |  |  |  |  |  |  |  |
| |                            |  |  |  |  |  |  |  |  |  |  |  |  |  |  |  |
| | 16. 源義家                 |  |  |  |  |  |  |  |  |  |  |  |  |  |  |  |
| |                            |  |  |  |  |  |  |  |  |  |  |  |  |  |  |  |
| |                            |  |  |  |  |  |  |  |  |  |  |  |  |  |  |  |
| | 8. 源義親                  |  |  |  |  |  |  |  |  |  |  |  |  |  |  |  |
| |                            |  |  |  |  |  |  |  |  |  |  |  |  |  |  |  |
| |                            |  |  |  |  |  |  |  |  |  |  |  |  |  |  |  |
| | 17. 源隆長の娘             |  |  |  |  |  |  |  |  |  |  |  |  |  |  |  |
| |                            |  |  |  |  |  |  |  |  |  |  |  |  |  |  |  |
| |                            |  |  |  |  |  |  |  |  |  |  |  |  |  |  |  |
| | 4. 源為義                  |  |  |  |  |  |  |  |  |  |  |  |  |  |  |  |
| |                            |  |  |  |  |  |  |  |  |  |  |  |  |  |  |  |
| |                            |  |  |  |  |  |  |  |  |  |  |  |  |  |  |  |
| | 2. 源義朝                  |  |  |  |  |  |  |  |  |  |  |  |  |  |  |  |
| |                            |  |  |  |  |  |  |  |  |  |  |  |  |  |  |  |
| |                            |  |  |  |  |  |  |  |  |  |  |  |  |  |  |  |
| | 10. 藤原忠清               |  |  |  |  |  |  |  |  |  |  |  |  |  |  |  |
| |                            |  |  |  |  |  |  |  |  |  |  |  |  |  |  |  |
| |                            |  |  |  |  |  |  |  |  |  |  |  |  |  |  |  |
| | 5. 藤原忠清の娘            |  |  |  |  |  |  |  |  |  |  |  |  |  |  |  |
| |                            |  |  |  |  |  |  |  |  |  |  |  |  |  |  |  |
| |                            |  |  |  |  |  |  |  |  |  |  |  |  |  |  |  |
| | 1. 鎌倉幕府初代将軍 源頼朝 |  |  |  |  |  |  |  |  |  |  |  |  |  |  |  |
| |                            |  |  |  |  |  |  |  |  |  |  |  |  |  |  |  |
| |                            |  |  |  |  |  |  |  |  |  |  |  |  |  |  |  |
| | 24. 藤原実範               |  |  |  |  |  |  |  |  |  |  |  |  |  |  |  |
| |                            |  |  |  |  |  |  |  |  |  |  |  |  |  |  |  |
| |                            |  |  |  |  |  |  |  |  |  |  |  |  |  |  |  |
| | 12. 藤原季兼               |  |  |  |  |  |  |  |  |  |  |  |  |  |  |  |
| |                            |  |  |  |  |  |  |  |  |  |  |  |  |  |  |  |
| |                            |  |  |  |  |  |  |  |  |  |  |  |  |  |  |  |
| | 25. 小野資通の娘           |  |  |  |  |  |  |  |  |  |  |  |  |  |  |  |
| |                            |  |  |  |  |  |  |  |  |  |  |  |  |  |  |  |
| |                            |  |  |  |  |  |  |  |  |  |  |  |  |  |  |  |
| | 6. 藤原季範                |  |  |  |  |  |  |  |  |  |  |  |  |  |  |  |
| |                            |  |  |  |  |  |  |  |  |  |  |  |  |  |  |  |
| |                            |  |  |  |  |  |  |  |  |  |  |  |  |  |  |  |
| | 26. 尾張員職               |  |  |  |  |  |  |  |  |  |  |  |  |  |  |  |
| |                            |  |  |  |  |  |  |  |  |  |  |  |  |  |  |  |
| |                            |  |  |  |  |  |  |  |  |  |  |  |  |  |  |  |
| | 13. 尾張職子               |  |  |  |  |  |  |  |  |  |  |  |  |  |  |  |
| |                            |  |  |  |  |  |  |  |  |  |  |  |  |  |  |  |
| |                            |  |  |  |  |  |  |  |  |  |  |  |  |  |  |  |
| | 3. 由良御前                |  |  |  |  |  |  |  |  |  |  |  |  |  |  |  |
| |                            |  |  |  |  |  |  |  |  |  |  |  |  |  |  |  |
| |                            |  |  |  |  |  |  |  |  |  |  |  |  |  |  |  |

- 父：源為義（1096-1156）
- 母：藤原忠清（淡路守、白河院近臣）の娘
- 正室：由良御前（?-1159） - 藤原季範の娘
  - 三男：源頼朝（1147-1199）
  - 五男：源希義（1152-1180/1182）
  - 女子：坊門姫（1145/1154-1190）
- 側室：京都郊外の橋本の遊女
  - 長男：源義平（1141-1160） - 母は三浦義明の娘とも
- 側室：波多野義通妹
  - 次男：源朝長（1143-1160）
- 側室：遠江国池田宿遊女
  - 六男：源範頼（1150-1193?）
- 側室：常盤御前（1138-?）
  - 七男：阿野全成（1153-1203）
  - 八男：義円（1155-1181）
  - 九男：源義経（1159-1189）
- 側室：三浦義明娘
- 側室：青墓長者大炊
- 生母不明の子女
  - 四男：源義門（?-?） - 母は由良御前とも
  - 女子

## 関連作品

### 主題作品
戯曲
- 郡虎彦『義朝記』（英文）』1922年。

小説
- 田山花袋『源義朝』1924年。
- 高橋直樹『源氏の流儀 - 源義朝伝』〈文春文庫〉2012年。

### 登場作品
映画
- 『富士に立つ若武者』（1961年、東映、演：月形龍之介）

テレビドラマ
- 『新・平家物語』（1972年、NHK大河ドラマ、演：木村功）
- 『平清盛』（1992年、TBS大型時代劇スペシャル、演：夏八木勲）
- 『義経』（2005年、NHK大河ドラマ、演：加藤雅也）
- 『平清盛』（2012年、NHK大河ドラマ、演：玉木宏）